# South Komelik
South Komelik è un census-designated place della Contea di Pima, nello stato del Arizona, Stati Uniti d'America.